# 喜連
喜連（きれ）は、大阪府大阪市平野区にある地区および町名。現行行政地名は喜連一丁目から喜連七丁目。なお、この項では、町名の喜連について述べる。

## 地理
平野区の西部に位置し、東に喜連東、西に喜連西、南に瓜破、北の西側に流町、東側に平野南と接している。

## 歴史

### 沿革
喜連村として成立したが、1620年に中喜連村・西喜連村・東喜連村に分割。1624年に中喜連村が幕府直轄領、1704年に西喜連村と東喜連村が古河藩領（本多中務家）と定められた。
村には三箇所の池があり、特に南西部にあった大きな池は西池と呼ばれた。現在でも大阪シティバス喜連西池前停留場や交差点名にその名を残すが、池自体は既に埋め立てられて姿を消している。
1934年（昭和9年）9月21日、室戸台風の暴風雨。喜連小学校の木造校舎が倒壊するなどした。
1974年（昭和49年）、大阪市東住吉区喜連町・瓜破西佃町・今林町・瓜破狭川町・瓜破東之町・瓜破東佃町の各一部より、平野区喜連1 - 7丁目成立。

## 世帯数と人口
2024年（令和6年）9月30日現在の世帯数と人口は以下の通りである。
| 丁目       | 世帯数    | 人口     |
| ---------- | --------- | -------- |
| 喜連一丁目 | 867世帯   | 1,694人  |
| 喜連二丁目 | 1,521世帯 | 2,750人  |
| 喜連三丁目 | 605世帯   | 1,307人  |
| 喜連四丁目 | 1,221世帯 | 2,212人  |
| 喜連五丁目 | 1,119世帯 | 2,514人  |
| 喜連六丁目 | 348世帯   | 740人    |
| 喜連七丁目 | 588世帯   | 1,152人  |
| 計         | 6,269世帯 | 12,369人 |

### 人口の変遷
国勢調査による人口の推移。
| 1995年（平成7年）  | 12,800人 | [ 8 ]  |  |
| 2000年（平成12年） | 12,677人 | [ 9 ]  |  |
| 2005年（平成17年） | 12,702人 | [ 10 ] |  |
| 2010年（平成22年） | 12,720人 | [ 11 ] |  |
| 2015年（平成27年） | 12,454人 | [ 12 ] |  |
| 2020年（令和2年）  | 12,223人 | [ 13 ] |  |

### 世帯数の変遷
国勢調査による世帯数の推移。
| 1995年（平成7年）  | 4,724世帯 | [ 8 ]  |  |
| 2000年（平成12年） | 4,881世帯 | [ 9 ]  |  |
| 2005年（平成17年） | 5,146世帯 | [ 10 ] |  |
| 2010年（平成22年） | 5,344世帯 | [ 11 ] |  |
| 2015年（平成27年） | 5,303世帯 | [ 12 ] |  |
| 2020年（令和2年）  | 5,711世帯 | [ 13 ] |  |

## 学区
市立小・中学校に通う場合、学区は以下の通りとなる。なお、小学校・中学校入学時に学校選択制度を導入しており、通学区域以外に通学区域に隣接している小学校・平野区内にある中学校から選択することも可能。
| 丁目       | 番                                                   | 小学校               | 中学校             |
| ---------- | ---------------------------------------------------- | -------------------- | ------------------ |
| 喜連一丁目 | 全域                                                 | 大阪市立喜連北小学校 | 大阪市立喜連中学校 |
| 喜連二丁目 | 全域                                                 | 大阪市立喜連小学校   | 大阪市立喜連中学校 |
| 喜連三丁目 | 全域                                                 | 大阪市立喜連北小学校 | 大阪市立喜連中学校 |
| 喜連四丁目 | 1～3番、5番 6番1〜2号 6番13～37号 7～11番 13番、17番 | 大阪市立喜連小学校   | 大阪市立喜連中学校 |
| 喜連四丁目 | 4番 6番3～12号                                       | 大阪市立喜連北小学校 | 大阪市立喜連中学校 |
| 喜連五丁目 | 全域                                                 | 大阪市立喜連北小学校 | 大阪市立喜連中学校 |
| 喜連六丁目 | 1番1～7号 1番41～51号                                | 大阪市立喜連北小学校 | 大阪市立喜連中学校 |
| 喜連六丁目 | 1番8～40号 2～7番                                    | 大阪市立喜連小学校   | 大阪市立喜連中学校 |
| 喜連七丁目 | 全域                                                 | 大阪市立喜連小学校   | 大阪市立喜連中学校 |

## 事業所
2021年（令和3年）現在の経済センサス調査による事業所数と従業員数は以下の通りである。
| 丁目       | 事業所数  | 従業員数 |
| ---------- | --------- | -------- |
| 喜連一丁目 | 44事業所  | 416人    |
| 喜連二丁目 | 77事業所  | 774人    |
| 喜連三丁目 | 30事業所  | 142人    |
| 喜連四丁目 | 74事業所  | 364人    |
| 喜連五丁目 | 56事業所  | 332人    |
| 喜連六丁目 | 29事業所  | 174人    |
| 喜連七丁目 | 22事業所  | 155人    |
| 計         | 332事業所 | 2,357人  |

## 交通

### 鉄道
- 大阪市高速電気軌道
  - 谷町線 喜連瓜破駅

### バス
2020年4月現在
- 大阪シティバス[17]
  - 4・14号系統：地下鉄喜連瓜破 - 喜連住宅前

### 道路
- 阪神高速14号松原線 - 喜連瓜破出入口
- 国道479号（大阪内環状線）
- 大阪府道179号住吉八尾線（長居公園通）

## 施設
- 大阪市立喜連小学校
- 大阪市立喜連北小学校
- 大阪教育大学附属特別支援学校
- 平野警察署 喜連交番
- 平野喜連郵便局[18]
- 如願寺
- 式内楯原神社
- 法明寺
- 専念寺
- 喜連北第一公園
- 喜連北公園
- 喜連中公園

## その他

### 日本郵便
- 〒547-0027[3]（集配局：平野郵便局[19]）